# Ціолковська (платформа)
Ціолковська - зупинний пункт/пасажирська платформа хордової лінії Митищі - Фрязево Ярославського напрямку Московської залізниці.. Розташована за 2 км від села Леоніха Щолковського району Московської області.
Названа на честь К. Е. Ціолковського
Не обладнана турнікетами.
Поблизу платформи розташований Зоряне містечко.
Час руху від Москва-Пасажирська-Ярославська - близько 1 години 10 хвилин, від станції Фрязево - близько 35 хвилин.